# Amphilepis tenuis
Amphilepis tenuis is een slangster uit de familie Amphilepididae.
De wetenschappelijke naam van de soort werd in 1879 gepubliceerd door Theodore Lyman.